# Celestia
Celestia（セレスティア) は、自由ソフトウェアとして公開されているクロスプラットフォームの3D天体シミュレーターである。

## プラットフォーム
本ソフトウェアは下記に挙げられた様々なOS上で動作する。
- Windows
- Mac OS X
- Linuxディストリビューション[1]
- BSD系Unix[1]

## ライセンス
本ソフトウェアはGPLでライセンスされている。